# Capi del Dipartimento della protezione civile
I capi del Dipartimento della protezione civile si sono avvicendati dal 1996 in poi.
Tra il 1981 e il 2001 si avvicendarono anche appositi ministri per il coordinamento della protezione civile della Repubblica Italiana.

## Lista
| Capo dipartimento | Capo dipartimento       | Mandato          | Mandato          | Governi                                             |
| Capo dipartimento | Capo dipartimento       | Inizio           | Fine             | Governi                                             |
| ----------------- | ----------------------- | ---------------- | ---------------- | --------------------------------------------------- |
|                   | Guido Bertolaso (1950)  | 19 giugno 1996   | 16 luglio 1997   | Prodi I                                             |
|                   | Franco Barberi (1938)   | 16 luglio 1997   | 7 settembre 2001 | Prodi I D'Alema I D'Alema II Amato II Berlusconi II |
|                   | Guido Bertolaso (1950)  | 7 settembre 2001 | 12 novembre 2010 | Berlusconi II Berlusconi III Prodi II Berlusconi IV |
|                   | Franco Gabrielli (1960) | 12 novembre 2010 | 3 aprile 2015    | Berlusconi IV Monti Letta Renzi                     |
|                   | Fabrizio Curcio (1966)  | 3 aprile 2015    | 8 agosto 2017    | Renzi Gentiloni                                     |
|                   | Angelo Borrelli (1964)  | 8 agosto 2017    | 26 febbraio 2021 | Gentiloni Conte I Conte II Draghi                   |
|                   | Fabrizio Curcio (1966)  | 26 febbraio 2021 | 22 luglio 2024   | Draghi Meloni                                       |
|                   | Fabio Ciciliano (1972)  | 22 luglio 2024   | in carica        | Meloni                                              |